# Кулькова ручка

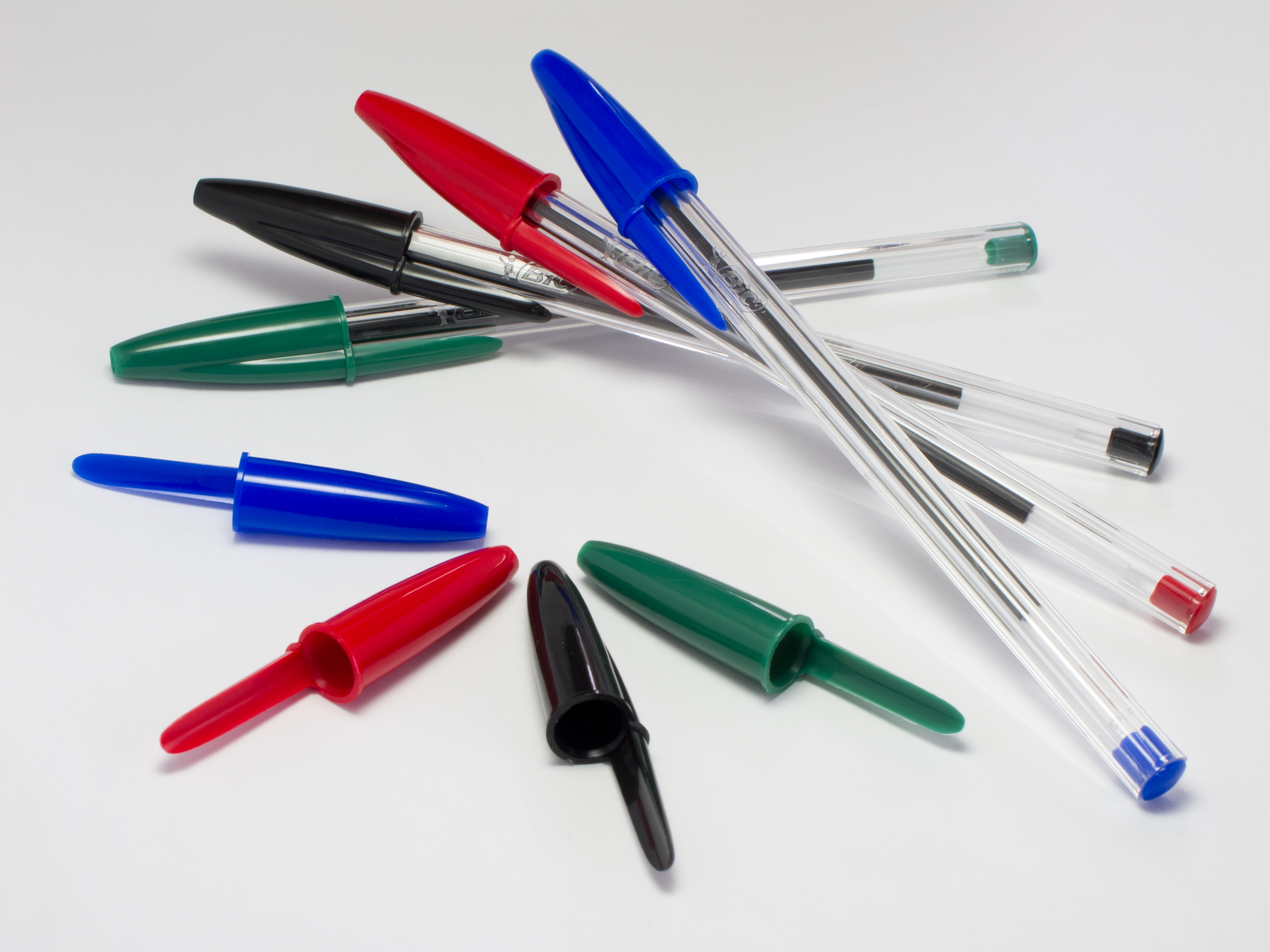
Чотири кулькові ручки Bic Cristal синього, червоного, чорного та зеленого кольорів виробництва Bic

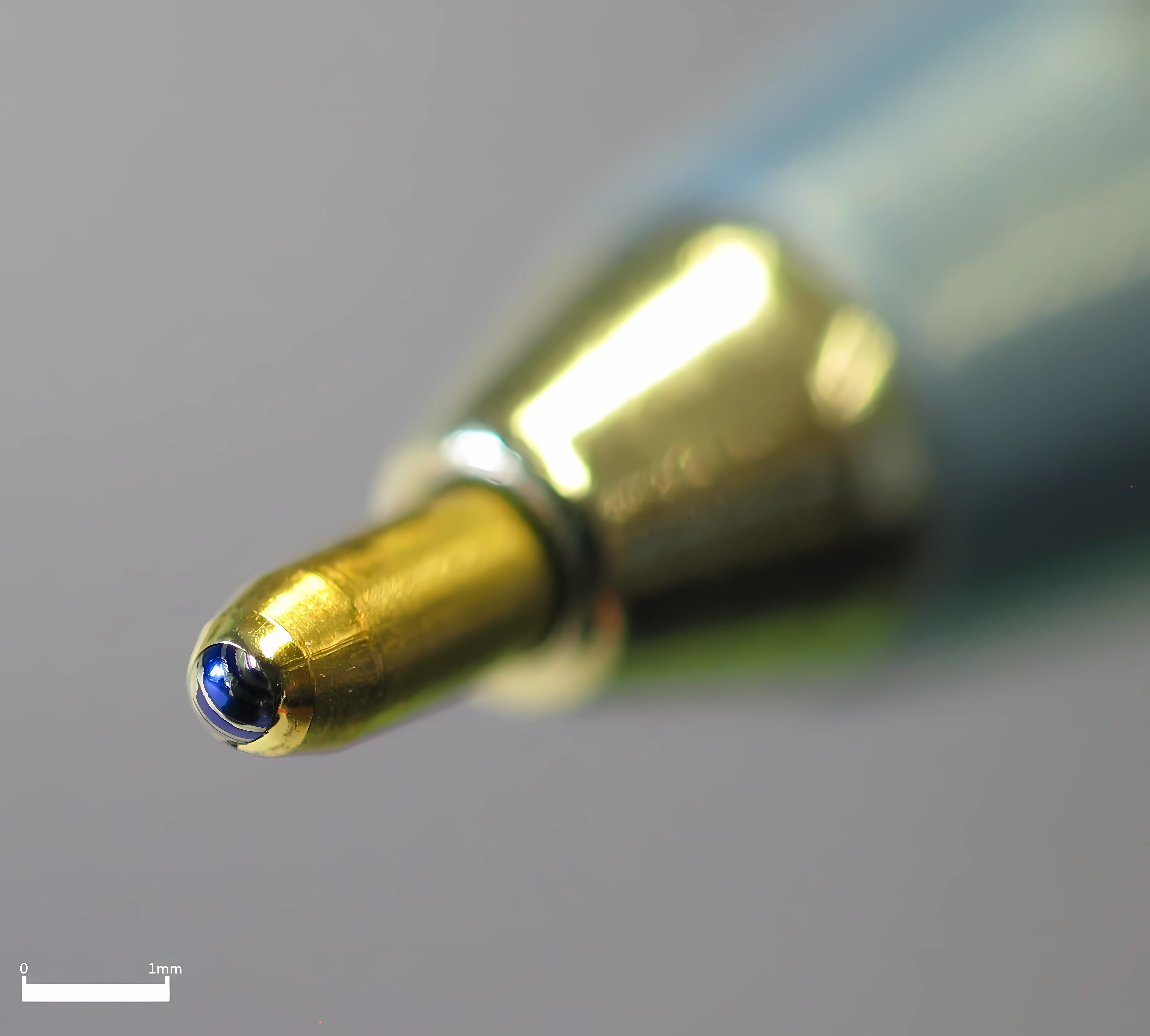
Кінчик кулькової ручки, збільшено

Кулькова́ ручка — різновид ручки, писальний інструмент, який передає пастоподібне чорнило з контейнера за допомогою невеликої кульки.
Кулька розміщена в кінці стрижнеподібного чорнильного контейнера — в пері. Коли перо притискається і ковзає по папері або іншому матеріалі, кулька пера, вкриваючись чорнилом і перебуваючи у ротації, передає чорнило на папір. Передачі чорнила на папір сприяють явища капілярності і адгезії.
Кулька виготовлена з металу і має діаметр від 0,7 до 1,2 мм.
Кулькові ручки найдешевші, досить надійні і прості, а тому найпоширеніші, найпопулярніші інструменти для писання, які витіснили чорнильні пера.

## Історія
Принцип дії ручки був запатентований 30 жовтня 1888 року в США Джоном Лаудом.
У сучасному вигляді авторучка винайдена угорським газетним редактором Ласло Біро 1940 р. Він, втікаючи від переслідувань нацистів, емігрував до Аргентини. Такі ручки називають на його честь «біроме».
Спочатку авторучки призначались для Королівських військово-повітряних сил Великої Британії, оскільки звичайні ручки-перо не функціонували в літаках на значній висоті.
Є два типи авторучок — одноразові та зі змінним стрижнем.

## Колекції кулькових ручок

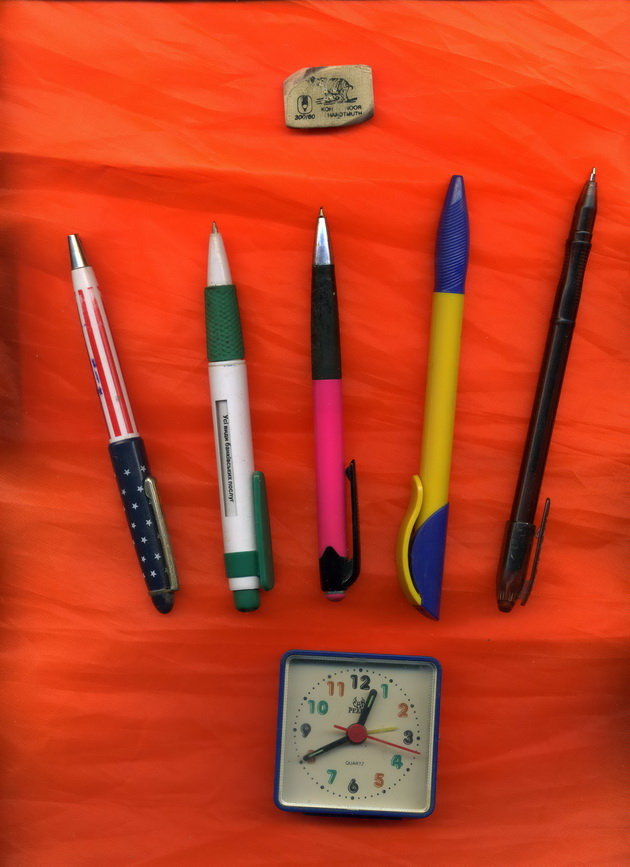
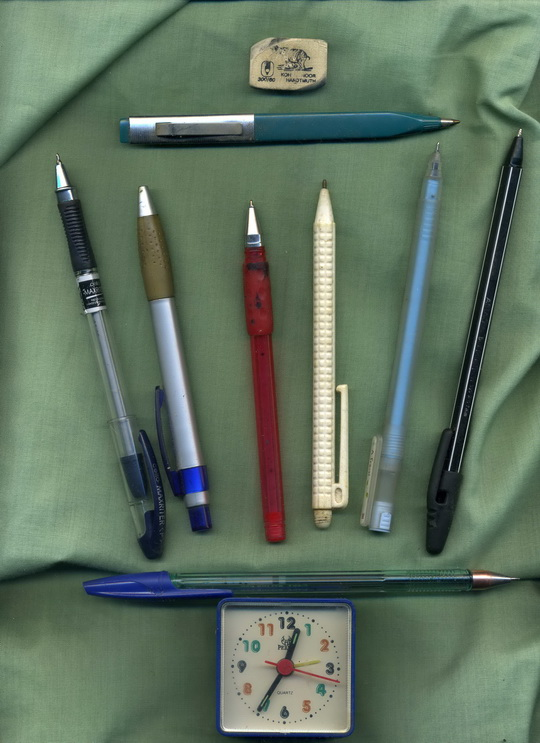
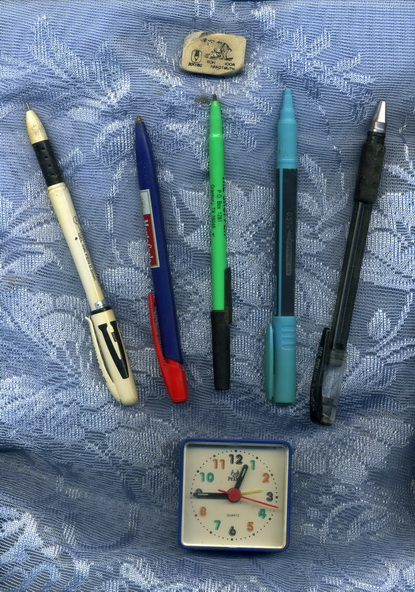